# South Valley Stream
South Valley Stream és una concentració de població designada pel cens dels Estats Units a l'estat de Nova York. Segons el cens del 2000 tenia 5.638 habitants.

## Demografia
Segons el cens del 2000, South Valley Stream tenia 5.638 habitants, 2.025 habitatges, i 1.569 famílies. La densitat de població era de 2.473,7 habitants per km².
Dels 2.025 habitatges en un 35,8% hi vivien nens de menys de 18 anys, en un 67,4% hi vivien parelles casades, en un 7,7% dones solteres, i en un 22,5% no eren unitats familiars. En el 19,9% dels habitatges hi vivien persones soles el 12,5% de les quals corresponia a persones de 65 anys o més que vivien soles. El nombre mitjà de persones vivint en cada habitatge era de 2,78 i el nombre mitjà de persones que vivien en cada família era de 3,22.
Per edats la població es repartia de la següent manera: un 25,1% tenia menys de 18 anys, un 5,9% entre 18 i 24, un 24,5% entre 25 i 44, un 25,4% de 45 a 60 i un 19,1% 65 anys o més.
L'edat mediana era de 42 anys. Per cada 100 dones de 18 o més anys hi havia 86,2 homes.
La renda mediana per habitatge era de 70.109 $ i la renda mediana per família de 82.541 $. Els homes tenien una renda mediana de 56.942 $ mentre que les dones 37.718 $. La renda per capita de la població era de 32.000 $. Entorn del 3,5% de les famílies i el 5,3% de la població estaven per davall del llindar de pobresa.